# كريستين هيني
كريستين هيني (بالإنجليزية: Kristin Haynie)‏ مواليد 17 يونيو 1983 في ميسون، هي لاعبة كرة سلة أمريكية معتزلة أصبحت مدربة مساعدة بدأت مسيرتها الاحترافية في سنة 2005. تم اختيارها من قبل فريق ساكرامنتو موناركس خلال الدرافت. يبلغ طولها 5 قدم 9 بوصة (1.8 م). اعتزلت اللعب في 2012. فازت بلقب دوري المحترفات.

## المسيرة الاحترافية
لعبت مع ساكرامنتو موناركس من سنة 2005 إلى 2007، ثم لعبت مع أتلانتا دريم في سنة 2008، ثم لعبت مع ديترويت شوك في سنة 2009، ثم لعبت مع ساكرامنتو موناركس في سنة 2009.

## روابط خارجية
- كريستين هيني على موقع الاتحاد الوطني لكرة السلة النسائية (الإنجليزية)
- كريستين هيني على موقع كرة السلة الأوروبية.كوم (الإنجليزية)
- كريستين هيني على موقع كلية كرة السلة في سبورتس رفرنس.كوم (الإنجليزية)
- كريستين هيني على موقع بروبوليرز (الإنجليزية)
- كريستين هيني على موقع سبورتس رفرنس (الإنجليزية)